# Codex Vangianus

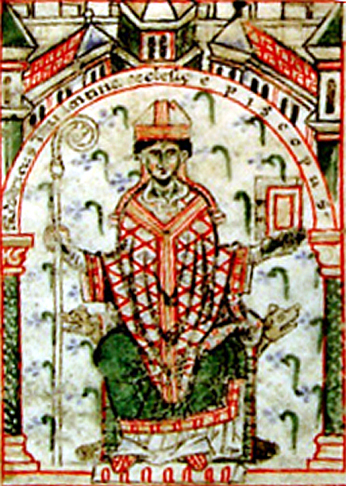
Federico Vanga em iluminura do Codex Vangianus.

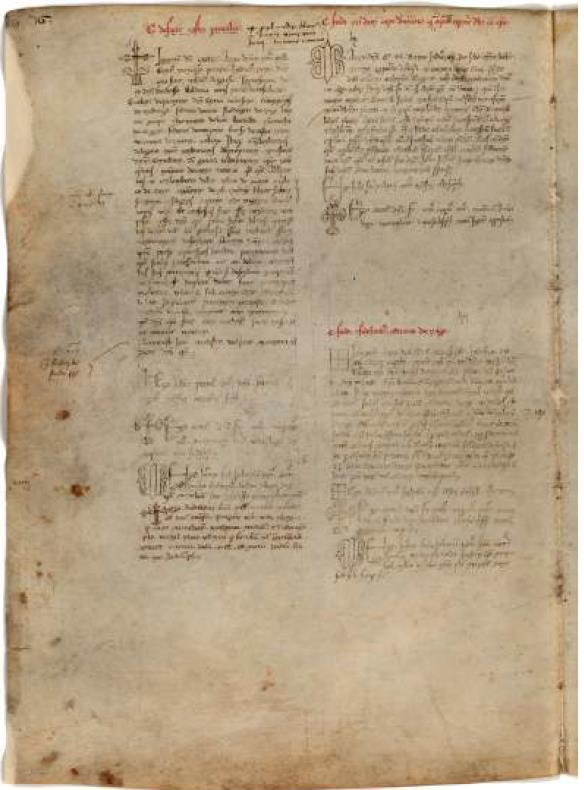
Página do Codex Vangianus.

O Codex Vangianus ou Wangianus, também conhecido como Liber Sancti Vigilii (Livro de São Vigílio, o patrono da Diocese de Trento) é um cartulário manuscrito mandado confeccionar pelo príncipe-bispo de Trento Federico Vanga no início do século XIII.
A obra foi iniciada em 1215 e reúne centenas de transcrições de documentos oficiais que na época se encontravam dispersos, incluindo leis, contratos, investiduras, processos judiciais, relatórios econômicos, tratados, correspondência diplomática e outros, cada uma introduzida por um resumo do documento transcrito e ao fim certificada por um notário, atestando a fidelidade ao original. Sobrevivem duas cópias, bem diferentes. A primitiva é o dito Codex Vangianus Minor, depositado no Arquivo de Estado de Trento, composto de 114 fólios de pergaminho contendo 259 transcrições. Vários notários participaram da edição, e ao longo de suas páginas se encontram dispersas iluminuras e iniciais decoradas. O códice inicia com um proêmio onde o bispo apresenta seus objetivos com a obra e a si mesmo como um poderoso e esclarecido governante. Várias anotações foram feitas pelo próprio bispo, mostrando seu grande interesse pelo projeto. De fato, o Codex Vangianus é uma afirmação de poder, uma tentativa de provar com documentos e consolidar e fazer reconhecer publicamente no principado e no exterior, a legitimidade do governo dos bispos de Trento e dos privilégios da Igreja, que vinham sendo ameaçados e espoliados por facções políticas rivais se agitando dentro do Sacro Império, do qual o principado era vassalo, especialmente seus vizinhos os condes do Tirol, uma ameaça constante e perigosos pretendentes ao controle do principado, a quem ele iria efetivamente vergar várias vezes em sua história, sendo obrigado a sofrer perdas de privilégios, territórios e poder, invasões e humilhações repetidas. O conteúdo do códice permite ainda formar uma boa ideia da sociedade regional naquela época, e é um monumento a um administrador capaz que sabia estar deixando um valioso legado.
Seus sucessores ampliaram a documentação compilada e Nicolò de Brno (1336-1347) mandou fazer uma nova edição, que traz essa documentação adicional, incluindo 98 novos documentos, num total de 260 fólios, que hoje é chamada Codex Vangianus Major, preservada na biblioteca do Tiroler Landesmuseum Ferdinandeum de Innsbruck. Ele fez acréscimos também no Codex Minor. No final do século XIV outra cópia do Minor foi feita, mas dela só restam fragmentos finais. Anotações marginais e alguns outros documentos foram adicionados mais tarde. Os manuscritos tiveram uma história movimentada, sofreram algumas perdas e estragos, e foram restaurados mais de uma vez, passando, nessas ocasiões, por uma reorganização na ordem original dos fólios, uma ordem que permanece até certo ponto incerta. A documentação completa, presente no Codex Vangianus Major, cobre um período de quase três séculos. No geral a obra é considerada uma das mais importantes realizações do governo de Vanga e uma das principais fontes primárias sobre a história trentina na Idade Média. Ela também contém o mais antigo código de mineração conhecido na Europa.
Rudolf Kink fez a primeira edição crítica em 1852. Em 2007 A Fundação Bruno Kessler publicou uma outra edição, organizada por Emanuele Curzel e Gian Maria Varanini, após muitos anos de estudos e pesquisas usando os mais avançados métodos paleográficos e históricos. O projeto incluiu uma digitalização e restauro dos originais sob os cuidados do Arquivo de Estado de Trento.